# 俄勒岡屋 (加利福尼亞州)
俄勒岡屋（英語：Oregon House）是位於美國加利福尼亞州尤巴縣的一個非建制地區。該地的面積和人口皆未知。

## 地理
俄勒岡屋的座標為39°21′23″N 121°16′45″W / 39.35639°N 121.27917°W，而該地的平均海拔高度為465米（即1526英尺）。